# Конотопский музей авиации
Коното́пский музей авиации (укр. Конотопський музей авіації) — музей авиационной техники, расположенный в западной части г. Конотоп на территории бывшей авиационной части, напротив завода «Авиакон».
Создан в 2008 году городской властью при поддержке авиационно-ремонтного завода «Авиакон». Музей имеет статус отдела Конотопского городского краеведческого музея им. А. М. Лазаревского.
2 апреля 2012 года музей посетил лётчик-космонавт СССР, дважды Герой Советского Союза Георгий Михайлович Гречко.
По состоянию на сентябрь 2012 года экспозиция авиамузея насчитывает 6 вертолётов и 1 самолёт, наземный комплекс тренировки лётчиков НКТЛ29-39, авиационные агрегаты (главные редуктора вертолётов ВР-2 и ВР-24). Памятник учебно-боевому самолёту Л-39 имеет интересную особенность: свободу движения за креном, благодаря чему во время порывов ветра он покачивает крыльями.

## Экспозиция

### Вертолёты
| Экспонат       | Бортовой номер | Фото |
| -------------- | -------------- | ---- |
| Ми-1Т          | 01             |      |
| Ми-2           | 02             |      |
| Ми-8Т          | 06             |      |
| Ми-6-я (Ми-22) | 12             |      |
| Ми-24А         | 18             |      |
| Ми-24В         | 39             |      |

### Самолёты
| Экспонат | Бортовой номер | Фото |
| -------- | -------------- | ---- |
| Л-39     | 39             |      |

## Проезд к музею, режим работы и стоимость посещения
Музей открыт с вторника по субботу с 9.00 до 17.00. Телефон заказа экскурсии: 067-722-87-30.